# Marko Župančič
Marko Župančič (né le 1er septembre 1914 à Ljubljana – mort le 24 avril 2007 dans la même ville) est un architecte, urbaniste et photographe slovène. Il était le fils aîné d’Oton Župančič.